# Oenanthe sophiae
Oenanthe sophiae är en flockblommig växtart som beskrevs av Boris Konstantinovich Schischkin. Oenanthe sophiae ingår i släktet stäkror, och familjen flockblommiga växter. Inga underarter finns listade i Catalogue of Life.